# 수문학

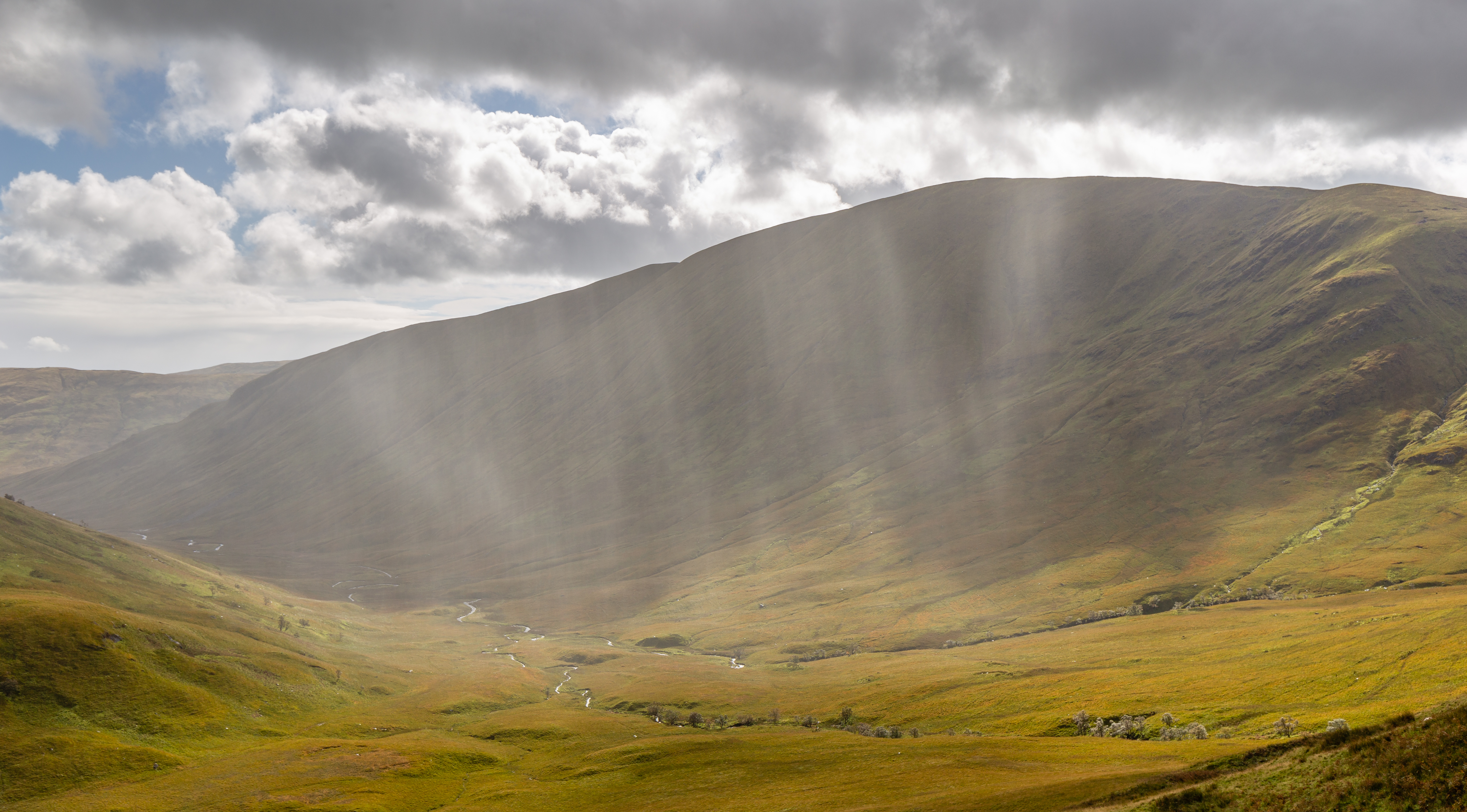
스코틀랜드의 유역에 내리는 비. 물이 집수지로 유입되고, 그 안을 통과하며, 빠져나가는 순환을 이해하는 것은 수문학의 핵심 요소이다.

수문학(水文學, 영어: hydrology)은 물의 물의 순환, 수자원, 유역의 지속 가능성을 포함하여 지구 및 다른 행성에서의 물의 이동, 분포, 관리를 과학적으로 연구하는 학문이다. 수문학을 실천하는 사람을 수문학자라고 부른다. 수문학자들은 지구과학 또는 환경과학, 토목공학 또는 환경공학, 자연지리학을 연구하는 과학자들이다. 다양한 분석 방법과 과학 기술을 사용하여 데이터를 수집하고 분석하여 환경 보존, 자연재해, 수자원 관리와 같은 물 관련 문제 해결을 돕는다.
수문학은 지표수 수문학, 지하수 수문학(수문지질학), 해양 수문학으로 세분화된다. 수문학의 영역에는 수문기상학, 표면 수문학, 수문지질학, 유역 관리, 수질이 포함된다.
해양학과 기상학은 물이 해당 분야 내에서 여러 중요한 측면 중 하나에 불과하므로 포함되지 않는다.
수문학 연구는 환경공학, 환경 정책, 환경계획에 정보를 제공할 수 있다.

## 분야
- 화학 수문학은 물의 화학적 특성을 연구하는 학문이다.
- 생태수문학은 유기체와 수문 순환 간의 상호 작용을 연구하는 학문이다.
- 수문지질학은 지하수의 존재와 이동을 연구하는 학문이다.
- 수문지구화학은 지표수가 광물을 풍화시키는 방식과 이것이 수질 화학에 미치는 영향을 연구하는 학문이다.
- 수문정보학은 정보 기술을 수문학 및 수자원 응용 분야에 적용하는 학문이다.
- 수문기상학은 지면과 수체 표면 및 하층 대기 간의 물과 에너지 전달을 연구하는 학문이다.
- 동위원소 수문학은 물의 동위원소 특성을 연구하는 학문이다.
- 표면 수문학은 지구 표면 또는 그 근처에서 작동하는 수문학적 과정을 연구하는 학문이다.
- 유역 관리는 저수지 형태의 물 저장과 홍수 방어를 포함한다.
- 수질은 강과 호수의 물의 화학적 특성을 다루며, 오염 물질과 자연 용해물질을 모두 포함한다.

## 응용
- 강수량 계산.
- 증발산량 계산.
- 지표면 유출 및 강수량 계산.
- 지역의 물수지 결정.
- 농업 물수지 결정.
- 강변 지역 복원 프로젝트 설계.
- 홍수, 산사태 및 가뭄 위험 완화 및 예측.
- 실시간 홍수 예보, 홍수 경보, 홍수 빈도 분석.
- 관개 계획 설계 및 농업 생산성 관리.
- 재난 모델링의 위험 모듈의 일부.
- 식수 공급.
- 상수도 또는 수력 발전을 위한 댐 설계.
- 교량 설계.
- 하수도 및 도시 배수 시스템 설계.
- 선행 수분이 하수도 시스템에 미치는 영향 분석.
- 지형학적 변화, 예를 들어 침식 또는 퇴적 예측.
- 자연 및 인위적인 환경 변화가 수자원에 미치는 영향 평가.
- 오염 물질 이동 위험 평가 및 환경 정책 지침 수립.
- 유역의 수자원 잠재력 추정.
- 수자원 관리.
- 수자원 공학 - 수문학 및 수리학 원리를 인간의 유익한 물 자원 계획, 개발 및 관리에 적용하는 학문이다. 이는 물 가용성, 품질 및 수요 평가, 수자원 인프라 설계 및 운영, 지속 가능한 물 관리 전략 구현을 포함한다.[2]

## 역사

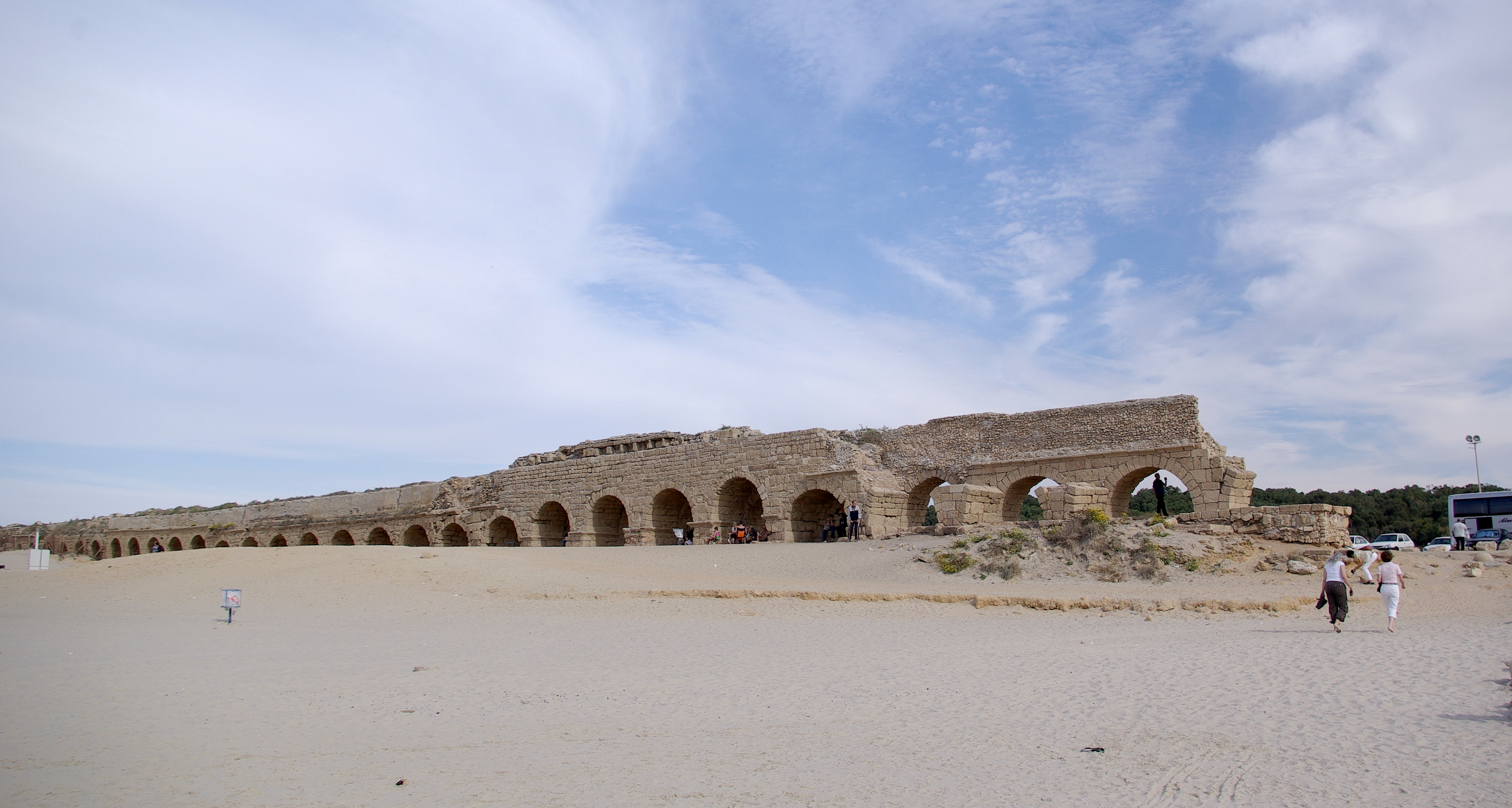
카이사레아 마리티마의 로마 수도교. 습한 카르멜산에서 거주지로 물을 끌어온다.

수문학은 수천 년 동안 연구와 공학의 대상이 되어왔다. 고대 이집트인들은 수문학을 공학과 농업에 가장 먼저 적용한 민족 중 하나로, 분지 관개라는 형태의 수자원 관리를 발명했다. 메소포타미아 도시들은 높은 흙벽으로 홍수로부터 보호받았다. 수도교는 고대 그리스인과 고대 로마인에 의해 건설되었으며, 중국에서는 관개 및 홍수 제어 공사가 이루어졌다. 고대 싱할라인은 수문학을 활용하여 스리랑카에 복잡한 관개 시설을 건설했으며, 대규모 저수지, 아니컷, 그리고 여전히 기능하는 운하 건설을 가능하게 한 밸브 피트의 발명으로도 유명하다.
기원전 1세기, 비트루비우스는 산에 내린 강수가 지표를 침투하여 저지대의 개울과 샘을 형성한다는 수문 순환의 철학적 이론을 설명했다. 보다 과학적인 접근법이 채택되면서 레오나르도 다 빈치와 베르나르 팔리시는 독자적으로 수문 순환에 대한 정확한 설명을 도출했다. 수문학적 변수가 정량화되기 시작한 것은 17세기부터였다.
근대 수문학의 선구자로는 피에르 페로, 에드메 마리오트, 에드먼드 핼리가 있다. 페로는 강수량, 유출량, 유역 면적을 측정하여 센강의 흐름을 설명하기에 강수량이 충분하다는 것을 보였다. 마리오트는 센강에서 속도와 강 단면적 측정을 결합하여 유출 값을 얻었다. 핼리는 지중해로부터의 증발량이 지중해로 흐르는 강들의 유출량을 설명하기에 충분하다는 것을 보였다.
18세기의 발전으로는 다니엘 베르누이의 피에조미터와 베르누이 방정식, 그리고 앙리 피토의 피토 튜브가 있다. 19세기에는 다르시의 법칙, 뒤퓌-티엠 우물 공식, 하겐-푸아죄유의 모세관 흐름 방정식 등 지하수 수문학이 발전했다.
20세기에는 경험주의가 합리적인 분석으로 대체되기 시작했으며, 정부 기관들도 자체적인 수문학 연구 프로그램을 시작했다. 특히 중요한 것은 르로이 셔먼의 단위 수문 곡선, 로버트 E. 호튼의 침투 이론, C.V. 타이즈의 대수층 시험/우물 수리학을 설명하는 방정식이었다.
1950년대 이후 수문학은 수문학적 과정에 대한 물리적 이해의 발전과 컴퓨터, 특히 지리정보시스템 (GIS)의 출현으로 과거보다 더 이론적인 기반으로 접근되었다. (참조: GIS와 수문학)

## 주제
수문학의 중심 주제는 물이 다양한 경로와 속도로 지구 전체를 순환한다는 것이다. 이의 가장 생생한 모습은 바다에서 물이 증발하여 구름을 형성하는 것이다. 이 구름은 육지 위로 이동하여 비를 내린다. 빗물은 호수, 강 또는 대수층으로 흘러들어간다. 호수, 강, 대수층의 물은 다시 대기로 증발하거나 결국 바다로 다시 흘러들어가 순환을 완성한다. 물은 이 순환 동안 여러 번 상태를 바꾼다.
수문학 내 연구 분야는 물의 다양한 상태 간 또는 주어진 상태 내에서의 물의 이동, 또는 특정 지역에서의 이러한 상태의 양을 단순히 정량화하는 것에 초점을 맞춘다. 수문학의 일부는 이러한 물의 흐름 또는 양을 직접 측정하는 방법을 개발하는 반면, 다른 일부는 과학적 지식을 위해 또는 실제 응용 분야에서 예측을 위해 이러한 과정을 모델링하는 것에 초점을 맞춘다.

### 지하수

지하수 등고선 지도 작성

지하수는 지구 표면 아래에 있는 물로, 종종 식수를 위해 펌프질된다. 지하수 수문학(수문지질학)은 지하수 흐름과 용질 이동을 정량화하는 것을 다룬다. 포화대를 설명하는 문제에는 흐름 방향, 지하수 압력, 그리고 추론적으로 지하수 깊이 측면에서 대수층을 특성화하는 것이 포함된다(참조: 대수층 시험). 여기에서 측정은 피에조미터를 사용하여 수행할 수 있다. 대수층은 또한 수리 전도도, 저류율 및 투수율 측면에서 설명된다. 대수층을 특성화하기 위한 여러 지구물리적 방법이 있다. 불포화대(비포화대)를 특성화하는 문제도 있다.

### 침투
침투는 물이 토양으로 들어가는 과정이다. 물의 일부는 흡수되고, 나머지는 투과하여 지하수위로 내려간다. 토양이 물을 흡수할 수 있는 최대 속도인 침투 능력은 여러 요인에 따라 달라진다. 이미 포화된 층은 두께에 비례하는 저항을 제공하는 반면, 그 층과 토양 위의 물 깊이는 추진력(수두)을 제공한다. 건조한 토양은 모세관 현상에 의해 빠른 침투를 허용할 수 있지만, 토양이 젖으면 이 힘은 감소한다. 다짐은 공극률과 공극 크기를 줄인다. 지표면 덮개는 유출을 지연시키고 다짐 및 기타 과정을 줄임으로써 능력을 증가시킨다. 온도가 높으면 점성도가 감소하여 침투가 증가한다.:250–275

### 토양 수분
토양 수분은 정전 용량 프로브, 시간 영역 반사율계 또는 장력계와 같은 다양한 방법으로 측정할 수 있다. 다른 방법으로는 용질 샘플링 및 지구물리적 방법이 있다.

### 지표수 흐름

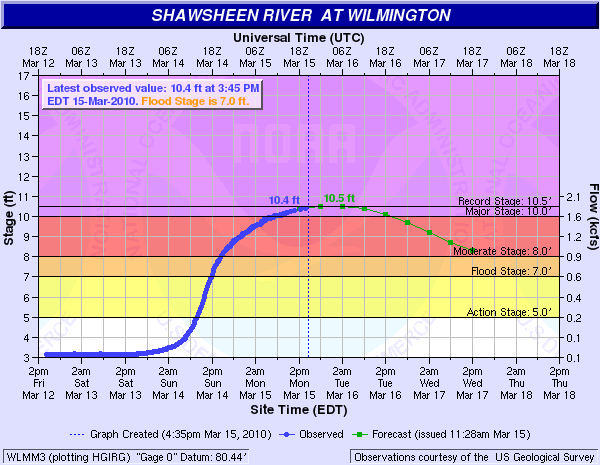
윌밍턴의 섀우신강 홍수 수문 곡선의 수위를 보여주는 그림

수문학은 지표수 흐름과 용질 이동을 정량화하는 것을 다루지만, 큰 강에서의 흐름 처리는 때때로 수리학 또는 수력학의 별개 주제로 간주된다. 지표수 흐름은 인식 가능한 강 수로 내의 흐름과 그렇지 않은 흐름을 모두 포함할 수 있다. 물이 강에 도달했을 때 흐름을 측정하는 방법에는 수표 (참조: 유량) 및 추적자 기술이 포함된다. 다른 주제로는 지표수의 일부로서의 화학 물질 이동, 퇴적물 이동 및 침식이 있다.
수문학의 중요한 분야 중 하나는 강과 대수층 간의 상호 작용이다. 지하수/지표수 상호 작용은 하천과 대수층에서 복잡할 수 있으며, 순 물 흐름의 방향(지표수로 유입 또는 대수층으로 유입)은 하천 수위와 지하수위 간의 관계에 따라 하천 수로를 따라 공간적으로 그리고 특정 위치에서 시간에 따라 달라질 수 있다.

### 강수 및 증발

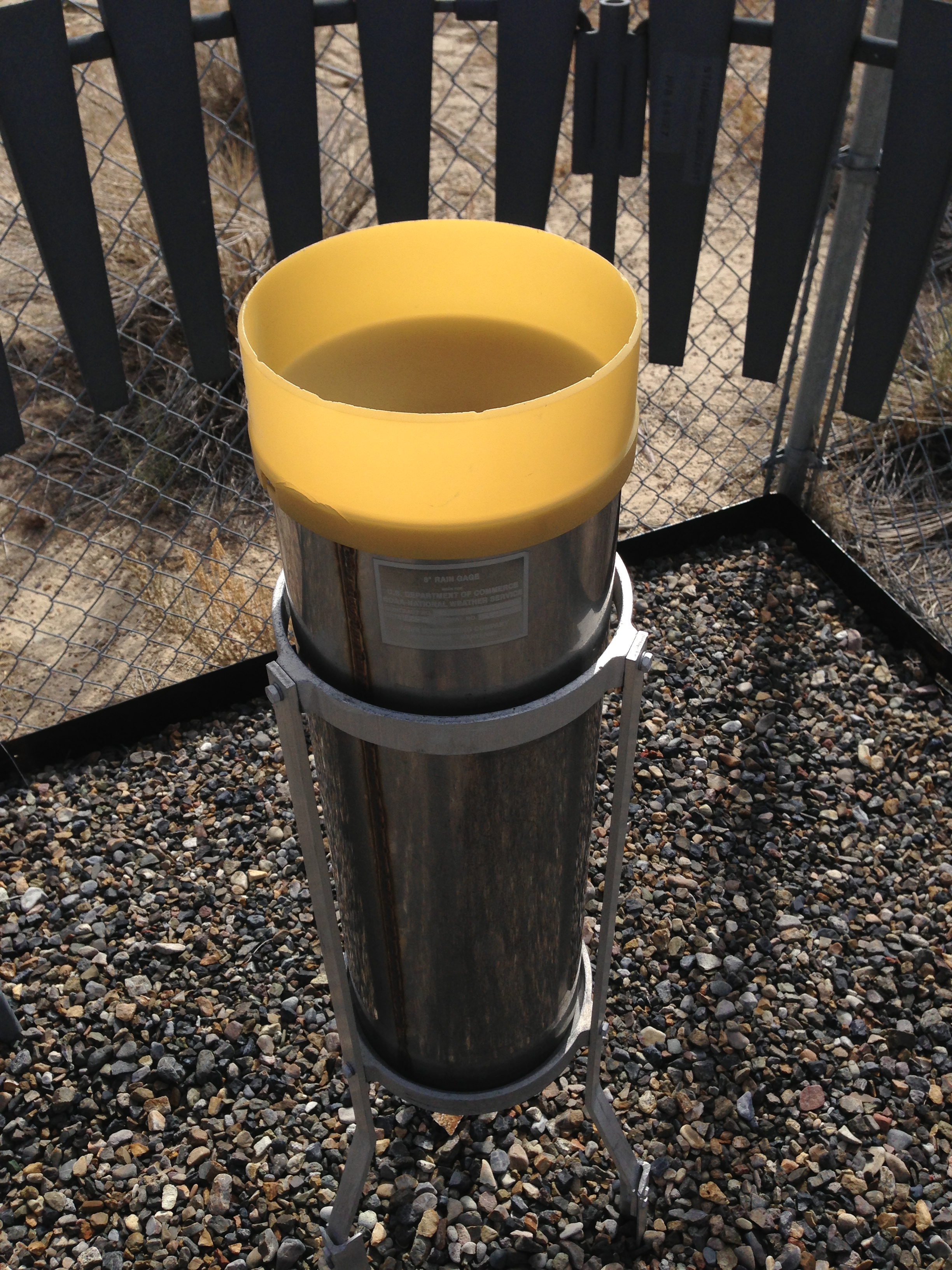
표준 NOAA 우량계

일부 고려 사항에서 수문학은 지면-대기 경계에서 시작된다고 생각되며, 따라서 강수와 증발에 대한 적절한 지식을 갖는 것이 중요하다. 강수는 다양한 방법으로 측정할 수 있다. 예를 들어, 미세한 시간 규모의 강수 특성을 위한 디스드로미터, 구름 특성, 강우율 추정, 우박 및 눈 감지를 위한 레이더, 강우 및 강설의 일상적이고 정확한 측정을 위한 우량계, 강우 지역 식별, 강우율 추정, 토지 피복/토지 이용, 토양 수분, 눈 덮개 또는 눈 수량 당량을 위한 인공위성 등이 있다.
증발은 물의 순환에서 중요한 부분이다. 이는 부분적으로 습도에 의해 영향을 받으며, 이는 슬링 건습계로 측정할 수 있다. 또한 눈, 우박, 얼음의 존재에 의해서도 영향을 받으며, 이슬, 안개, 박무와 관련될 수 있다. 수문학은 다양한 형태의 증발을 고려한다. 즉, 수면으로부터의 증발; 자연 및 농경 생태계의 식물 표면으로부터의 증발산이다. 증발의 직접적인 측정은 사이먼의 증발 접시를 사용하여 얻을 수 있다.
증발에 대한 상세한 연구는 경계층 고려 사항뿐만 아니라 운동량, 열속 및 에너지 예산을 포함한다.

### 원격 탐사

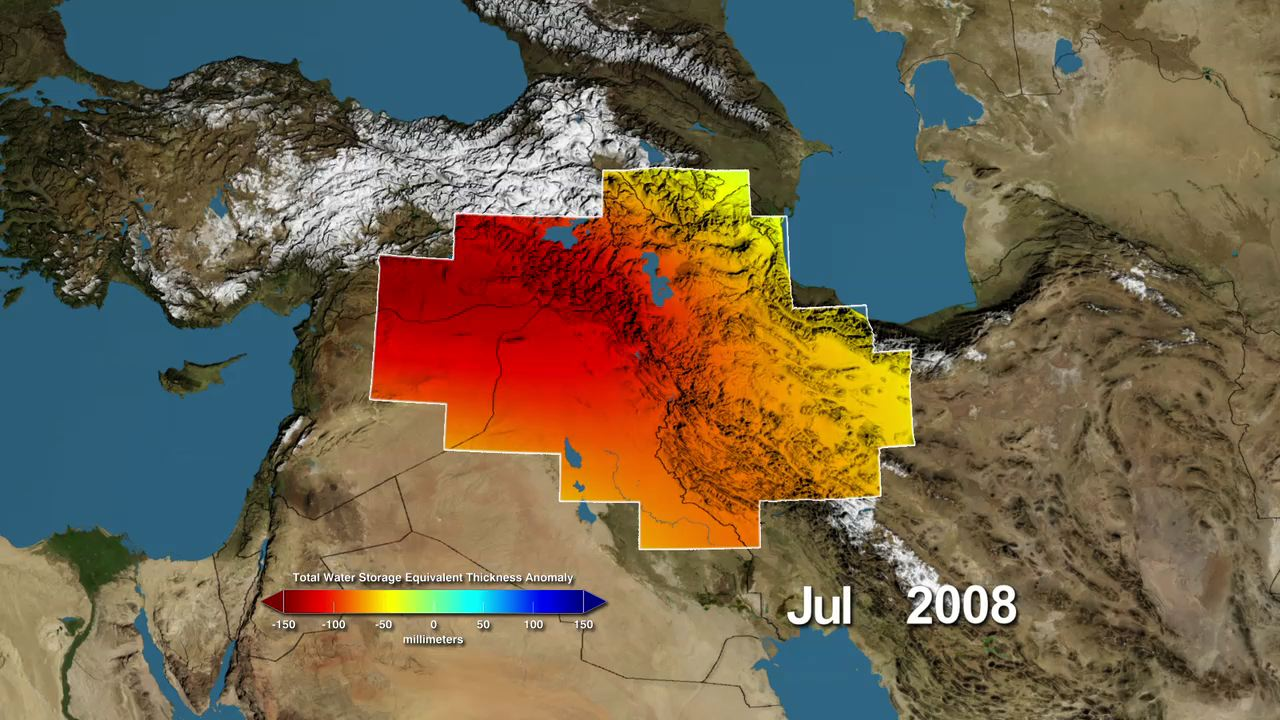
티그리스강과 유프라테스강 주변의 물 저장량 변화 추정치. NASA의 GRACE 위성이 측정했다. 위성은 중력 가속도의 미세한 변화를 측정하여, 이를 처리하여 전체 질량 변화로 인한 물의 이동을 밝혀낼 수 있다.

수문학적 과정의 원격탐사는 현장 센서를 사용할 수 없거나 부족한 위치에 대한 정보를 제공할 수 있다. 또한 넓은 공간 범위에 걸친 관찰을 가능하게 한다. 지표수 저장, 토양 수분, 강수, 증발산, 눈과 얼음과 같은 육상 물 수지를 구성하는 많은 변수는 다양한 시공간 해상도와 정확도로 원격 탐사를 사용하여 측정할 수 있다. 원격 탐사원에는 지상 센서, 항공 센서, 위성 센서가 포함되며, 이들은 예를 들어 마이크로파, 열 및 근적외선 데이터를 캡처하거나 라이다를 사용할 수 있다.

### 수질
수문학에서 수질 연구는 유기 및 무기 화합물, 그리고 용해된 물질과 퇴적물을 모두 다룬다. 또한 수질은 용존 산소와 유기 물질의 상호 작용 및 발생할 수 있는 다양한 화학적 변형에 의해 영향을 받는다. 수질 측정에는 현장 분석 방법(현장에서 종종 자동으로 분석이 이루어짐)과 실험실 기반 분석이 모두 포함될 수 있으며, 미생물학적 수질 분석을 포함할 수도 있다.

### 측정 및 모델링 통합
- 예산 분석
- 매개변수 추정
- 시간과 공간 스케일링
- 데이터 동화
- 데이터 품질 관리 – 예를 들어 이중누가우량분석 참조

### 예측
수문학적 과정의 관측은 수문학 시스템(물 흐름, 수질)의 미래 행동을 예측하는 데 사용된다. 수문학 연구의 주요 관심사 중 하나는 "측정되지 않은 유역에서의 예측"(PUB)이다. 즉, 데이터가 없거나 매우 적은 유역에서의 예측을 의미한다.

### 통계 수문학
통계 수문학의 목표는 수문 순환의 다양한 부분을 분석하고 모델링하기 위한 적절한 통계 방법을 제공하는 것이다. 강수량이나 강 흐름과 같은 수문학적 기록의 통계적 특성을 분석함으로써 수문학자들은 미래의 수문학적 현상을 예측할 수 있다. 상대적으로 드문 사건이 얼마나 자주 발생할지 평가할 때, 이러한 사건의 재현 기간 측면에서 분석이 이루어진다. 기타 관심 대상으로는 특정 연도 또는 계절의 강 평균 유량 등이 있다.
이러한 추정치는 공학자와 경제학자에게 중요하며, 이를 통해 적절한 위험 분석을 수행하여 미래 인프라 투자 결정에 영향을 미치고 상수도 시스템의 생산 신뢰도 특성을 결정할 수 있다. 통계 정보는 농업, 산업 및 주거 수요를 포함하는 시스템의 일부인 대형 댐 운영 규칙을 수립하는 데 활용된다.

### 모델링

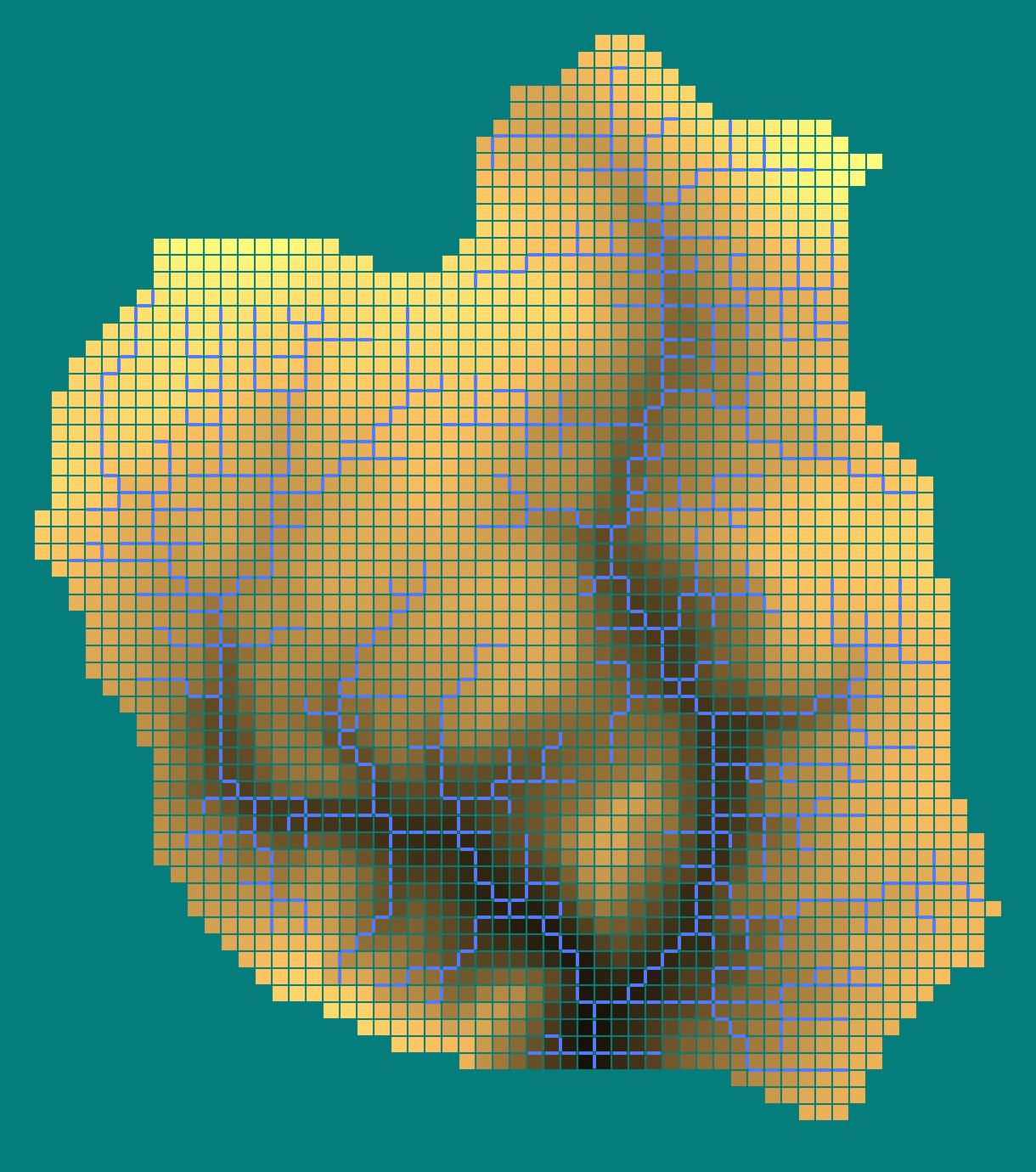
SHETRAN 수문 모델링 시스템으로 시뮬레이션된 유역을 통한 물 흐름의 평면도

수문학 모델은 수문 순환의 일부를 단순화하여 개념적으로 표현한 것이다. 주로 수문학적 예측과 수문학적 과정의 이해를 위해 사용되며, 과학적 모델링의 일반적인 분야에 속한다. 크게 두 가지 유형의 수문학 모델을 구분할 수 있다.
- 데이터 기반 모델. 이 모델은 블랙박스 시스템으로, 수학적 및 통계적 개념을 사용하여 특정 입력(예: 강수량)을 모델 출력(예: 지표면 유출)에 연결한다. 일반적으로 사용되는 기술은 회귀 분석, 전달 함수, 시스템 식별이다. 이러한 모델 중 가장 단순한 것은 선형 모델일 수 있지만, 유역의 반응에 대한 몇 가지 일반적인 측면을 실제 물리적 과정에 깊이 들어가지 않고도 나타내기 위해 비선형 구성 요소를 사용하는 것이 일반적이다. 그러한 측면의 한 예는 유역이 이미 젖어 있을 때 건조할 때보다 훨씬 빠르고 강하게 반응한다는 잘 알려진 행동이다.
- 프로세스 설명 기반 모델. 이 모델은 실제 세계에서 관찰되는 물리적 과정을 나타내려고 한다. 일반적으로 이러한 모델은 지표면 유출, 지하 흐름, 증발산 및 수로 흐름의 표현을 포함하지만, 훨씬 더 복잡할 수도 있다. 이 범주 내에서 모델은 개념적 모델과 결정론적 모델로 나눌 수 있다. 개념적 모델은 한 지역의 수문학적 과정에 대한 단순화된 표현을 연결하는 반면, 결정론적 모델은 시스템의 물리적 특성을 가능한 한 많이 해결하려고 한다. 이러한 모델은 단일 이벤트 모델과 연속 시뮬레이션 모델로 세분화될 수 있다.

수문학 모델링의 최근 연구는 수자원 관리의 주요 과제에 직면하고 더 나은 예측을 하기 위해 수문학 시스템의 행동에 대한 이해에 더 전반적인 접근 방식을 취하려고 한다.

### 수송
물의 움직임은 토양, 자갈, 바위 또는 오염 물질과 같은 다른 물질이 한 장소에서 다른 장소로 운반되는 중요한 수단이다. 수용수로의 초기 유입은 점원 배출이나 선원 또는 면원으로부터 발생할 수 있으며, 예를 들어 지표면 유출이 있다. 1960년대 이래 고속 컴퓨터의 가용성 덕분에 상당히 복잡한 수학적 모델들이 개발되었다. 분석되는 가장 일반적인 오염 물질 분류는 영양소, 농약, 총 용존 고형물 및 퇴적물이다.

## 기관

### 국제 정부 조직
- 국제 수문학 프로그램 (IHP)[18]

### 국제 연구 기관
- 국제물관리연구소 (IWMI)[19]
- UN-IHE 델프트 물 교육 연구소[20]

### 국립 연구 기관
- 생태 및 수문학 센터 – 영국[21]
- 물 과학 센터, 크랜필드 대학교, 영국[22]
- Eawag – 수생 연구, 취리히 연방 공과대학교, 스위스[23]
- 수문학 연구소, 프라이부르크 알베르트 루드비히 대학교, 독일[24]
- 미국 지질조사국 – 미국의 수자원[25]
- NOAA의 미국 국립기상청 – 수문 개발국, 미국[26]
- 미국 육군 공병대 수문 공학 센터, 미국[27]
- 수문학 연구 센터, 미국[28]
- NOAA 경제 및 사회 과학, 미국[29]
- 오클라호마 대학교 자연재해 연구 센터, 미국[30]
- 국립 수문학 연구 센터, 캐나다[31]
- 국립 수문학 연구소, 인도[32]

### 국내외 학회
- 미국 수문학 연구소 (AIH)[33]
- 미국 지질학회 (GSA) – 수문지질학 분과[34]
- 미국 지구물리학 연합 (AGU) – 수문학 분과[35]
- 미국 지하수 협회 (NGWA)[36]
- 미국 수자원 협회[37]
- 수문학 과학 발전 대학 컨소시엄 (CUAHSI)[38]
- 국제수문학회 (IAHS)[39][40]
- 수문학 통계 작업 그룹 (IAHS 하위 그룹)[41]
- 독일 수문학회 (DHG: Deutsche Hydrologische Gesellschaft)[42]
- 이탈리아 수문학회 (SII-IHS) – Società Idrologica Italiana
- 북유럽 수문학 협회[43]
- 영국 수문학회[44]
- 러시아 지리 학회 (모스크바 센터) – 수문학 위원회[45]
- 국제 환경 수문학 협회[46]
- 국제수문지질학회[47]
- 수문학자 및 기상학자 학회 – 네팔[48]

### 유역 및 집수지 개요
- 연결된 물 이니셔티브, 뉴사우스웨일스 대학교[49] – 호주의 지하수 및 수자원 문제 조사 및 인식 제고
- 머레이 달링 분지 이니셔티브, 호주 환경 및 유산부[50]

## 같이 보기
- 육수학
- 하천공학
- 토질역학
- 수리학
- 수문지형학
- 환경공학
- 대기과학